# Nueva Santa Rosa
Nueva Santa Rosa è un comune del Guatemala facente parte del dipartimento di Santa Rosa.